# Chasseur (Wurst)
Chasseur (franz.: „Jäger“) bezeichnet getrocknete französische Salami.
Es handelt sich dabei um eine kleine salamiähnliche Rohwurst und Dauerwurst mit einem Gewicht von 60 bis 180 g. Ihre Reifezeit liegt aufgrund der geringen Masse bei nur wenigen Wochen.
Der deutsche Begriff Landjäger verweist ähnlich auf eine haltbare und als Reiseproviant taugliche Wurstsorte und auf die militärische Bedeutung des Chasseurs ähnlich dem deutschen Jäger (Militär). 